# Prédiction sismique

Analyse d'un sismogramme montrant les temps d'arrivée des ondes sismiques P et S.

La prédiction sismique est une branche de la sismologie qui a pour objectif de déterminer à l'avance l'occurrence d'un prochain séisme, au travers de trois paramètres : la date, le lieu et la magnitude. Ils doivent être déterminés avec suffisamment de précision ; si un seul paramètre manque ou est déterminé de façon trop vague, la prédiction n'est pas valide. La prédiction sismique se base sur la détection et l'interprétation de signes précurseurs : activité sismique inhabituelle, perturbations électromagnétiques, émanations de gaz, comportement animal, changement de niveaux des nappes phréatiques, etc. Une prédiction précise peut diminuer l'impact du séisme, tant en vies humaines qu'en dégâts matériels.  
La prédiction sismique, généralement définie sur quelques jours ou semaines, est à distinguer de la prévision sismique qui est un calcul de probabilité du risque sismique sur le long terme (plusieurs dizaines d'années) et de la prévention sismique qui fait partie de la prévention des risques naturels, notamment au travers de l'établissement de plans de prévention des risques. 
La prédiction sismique reste une tâche difficile et aléatoire, encore considérée dans les années 2010 comme quasiment impossible malgré les efforts scientifiques depuis plusieurs décennies. Dans les années 1970, les sismologues étaient optimistes quant à la mise au point d'une méthode de prédiction efficace, mais ces espoirs se sont évanouis dans les années 1990 à la suite de demi-échecs comme celui de la méthode VAN. Dans les années 1990, le consensus scientifique était qu'une prédiction fiable et précise était impossible. Certaines méthodes de prédiction sont appliquées avec une certaine réussite mais ne sont pas utiles car trop vagues. Pour qu'un plan d'alerte soit gérable par les autorités, il faut que la prédiction soit suffisamment précise sur le lieu et la date du séisme. Les méthodes de prédiction sismique sont souvent onéreuses et imprécises, c'est pourquoi les gouvernements préfèrent dans les années 2020 se concentrer sur la prévention du risque sismique avec la sensibilisation des populations, la construction de bâtiments aux normes parasismiques, ou encore la dotation et l'entraînement des services de secours civils.

## Prédiction et alerte

### Évaluation de la prédiction
Aucune méthode de prédiction ne peut produire 100 % de réussite. Un ensemble de prédictions sismiques est considéré comme étant valable si le taux de réussite est significativement supérieur à celui du hasard. Des méthodes de test statistique sont utilisées à ces fins d'évaluation. Le taux de réussite des prédictions est ainsi comparé à celui obtenu dans le cas de l'hypothèse nulle, sachant que les paramètres statistiques doivent être ajustés selon le contexte de sismicité régionale. Par exemple, en Californie, environ 6 % des séismes de magnitude supérieure ou égale à 3,0 sont suivis par un séisme de magnitude plus grande dans les cinq jours et à moins de 10 km. Dans le centre de l'Italie (Apennins) ce sont 9,5 % des séismes de magnitude supérieure ou égale à 3,0 qui sont suivis par un séisme plus grand dans les deux jours et à moins de 30 km. De telles statistiques peuvent fausser les résultats d'une méthode d'analyse estimant que les séismes se produisent de façon totalement aléatoire dans le temps, telle que par exemple un processus de Poisson. Par ailleurs des études ont prouvé qu'une méthode simple de prédiction statistique basée sur le clustering des séismes peut prédire avec succès 5 % des séismes.

### Seuil d'alerte
Mettre au point et évaluer une méthode de prédiction sismique ayant un certain taux de réussite, et donc une certaine fiabilité, ne suffit pas. La prédiction doit ensuite être transmise aux autorités responsables pour qu'elles prennent les mesures d'urgence adéquates, notamment pour la protection de la population. Il se pose alors le dilemme de la définition du seuil d'alerte, c'est-à-dire à partir de quel niveau de certitude de la prédiction ou d'intensité du séisme faut-il déclencher une alerte auprès de la population. Un seuil d'alerte trop bas laisse des séismes destructeurs sans réaction et un seuil d'alerte trop haut entraîne au contraire de fausses alertes. Les deux scénarios ont un coût et de nombreuses conséquences. 

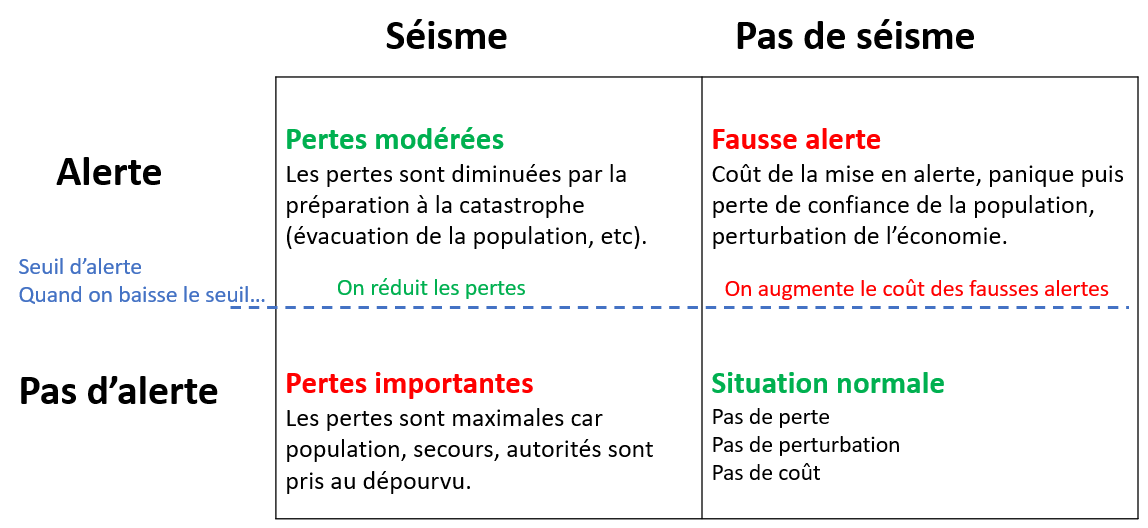
Dilemme de la définition du seuil d'alerte.

Dans le premier cas se pose la question des responsabilités légales, politiques et scientifiques, des dégâts matériels et des pertes humaines. Par exemple, à la suite du catastrophique séisme de Tangshan en 1976 en Chine, l'Académie des sciences a été purgée par le parti, officiellement pour avoir ignoré certaines prédictions scientifiques de l'évènement. Plus récemment, les suites judiciaires du séisme de L'Aquila en 2009 en Italie, voient la condamnation de sept scientifiques et techniciens, pour s'être montrés, d'après la cour, trop rassurants auprès de la population, considérant qu'un séisme majeur ne se produirait pas,. Dans le deuxième cas, une fausse alerte à un coût principalement économique et financier, mais provoque également une perte de confiance de la population envers les autorités et le système d'alerte ainsi qu'une perte de vigilance de cette même population. Une alerte suivante sera moins suivie par la population et donc moins efficace.

## Méthodes de prédiction

### Dilatance-Diffusion
Dans les années 1970, l'hypothèse de dilatance-diffusion a été étudiée pour expliquer divers phénomènes physiques considérés comme de potentiels précurseurs de séisme. Elle est basée sur des résultats d'expériences en laboratoire montrant que des roches cristallines soumises à une forte contrainte mécanique changent de volume (dilatance), ce qui en retour provoque le déplacement d'eau liquide dans le volume rocheux affecté (diffusion) et amène in fine à la rupture de la roche (séisme). Cette séquence entraînerait également des changements de certaines propriétés physiques de la roche, telles que la vitesse de propagation des ondes sismiques ou la résistivité électrique, et pourrait même entraîner la surrection topographique du sol. Le phénomène de dilatance-diffusion surviendrait donc peu avant un séisme, la détection des changements de certains paramètres physiques permettant alors de prédire celui-ci.
La détection de variations dans le rapport des vitesses des ondes sismiques (Vp/Vs) quand celles-ci traversent certaines zones de la lithosphère a permis de prédire deux séismes mineurs, à Blue Mountain Lake en 1973 et à Riverside en 1974. Ceci a apporté du crédit à l'hypothèse de dilatance-diffusion (même si aucun lien de cause à effet n'a pu être formellement établi) et certains scientifiques ont déclaré que la prédiction fiable des séismes « était sur le point de devenir réalité »,.
Dans les années qui suivent de nombreuses études remettent en question les résultats d'origine obtenus en laboratoire et la théorie est abandonnée peu à peu. Le consensus qui se dégage est que l'hypothèse de dilatance-diffusion « ne fonctionne pas, principalement parce qu'elle est basée sur des suppositions non valides ». Tout d'abord les résultats obtenus en laboratoire sur des échantillons de roche de quelques centimètres ne peuvent pas être extrapolés à l'échelle de la planète Terre. Ensuite il est apparu que certains critères d'évaluation étaient biaisés. Enfin, d'autres études ont montré que le phénomène de dilatance existe mais qu'il est minime et négligeable.

### Variation du rapport Vp/Vs
Au début des années 1970 des mesures effectuées en laboratoire montrent que le rapport des vitesses de propagation des ondes sismiques primaires (Vp) et secondaires (Vs), normalement constant pour une roche donnée, varie peu avant la rupture de la roche mise sous pression. Quelques années plus tard, des sismologues soviétiques affirment avoir observé une telle variation de Vp/Vs à grande échelle, dans la croûte terrestre, juste avant un séisme (résultat qui sera invalidé par la suite). L'explication alors retenue pour corréler les deux phénomènes est l'hypothèse de dilatance-diffusion qui veut qu'une roche cristalline sous pression augmente légèrement de volume juste avant sa rupture.
L'étude de ce phénomène dans la région de Blue Mountain Lake (Nord-Est des États-Unis) mène à une prédiction réussie, bien que non officielle, d'un séisme de magnitude 2,5 en 1973. La méthode est également créditée d'un autre succès en 1974, à Riverside en Californie, d'un séisme de magnitude 4, et ce trois mois en avance. Mais les prédictions suivantes sont des échecs et ces deux « réussites » initiales sont probablement des coups de chance dans deux régions où les séismes sont fréquents. En effet, en 1976, toujours en Californie, une prédiction annonce un séisme de magnitude 5,5 à 6,5 près de Los Angeles, qui n'arrivera jamais,. Des études basées sur des sources sismiques contrôlées, comme les tirs de carrière, n'arrivent pas à mettre en évidence de variations notables de Vp/Vs. Une analyse basée sur deux séismes survenus en Californie, met en évidence un biais de sélection rétrospectif dans les données montrant une variation de Vp/Vs. Le sismologue américain Robert Geller note qu'à partir de 1980 plus aucune étude scientifique ne se penche sur les variations de Vp/Vs.

### Méthode VAN

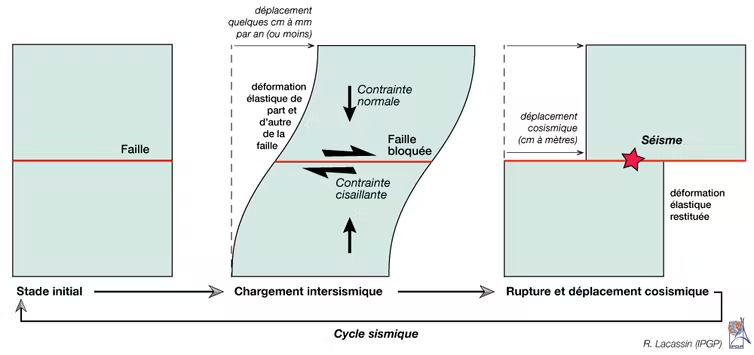
Cycle sismique : mise en charge de la faille par augmentation progressive des contraintes, puis rupture quasi instantanée.

La méthode VAN est une méthode géophysique mise au point dans les années 1980 par trois physiciens grecs. Elle a soulevé le plus de controverses, à la fois la plus louée et la plus critiquée. Les inventeurs affirment qu'en analysant les courants électriques parcourant la croûte terrestre, il est possible de prédire la localisation et la magnitude d'un séisme imminent. La méthode est améliorée en 2001 grâce à l'ajout du concept d'analyse en temps naturel qui permet de définir une fenêtre temporelle pour la survenance du séisme. Les auteurs annoncent des taux de réussite satisfaisants en Grèce, mais ces chiffres sont contestés par de nombreux sismologues. La méthode est également jugée trop imprécise pour être utile.

### Anomalies électromagnétiques
L'observation d'anomalies électromagnétiques et leur attribution au phénomène de rupture de la faille lors d'un séisme remonte au séisme de Lisbonne en 1755. Cependant, toutes les mesures faites avant les années 1960 sont considérées comme non fiables du fait du manque de précision des instruments et de leur grande sensibilité aux mouvements physiques. Depuis lors, divers phénomènes électriques, magnétiques et électromagnétiques anormaux ont été attribués aux changements de contraintes et aux déformations subis par les roches du sous-sol juste avant un séisme, entretenant ainsi l'espoir d'identifier un signe précurseur de séisme fiable. Bien que quelques chercheurs ont tour à tour attiré une certaine attention sur leur théorie expliquant ces phénomènes ou sur leur affirmation d'avoir enregistré ces phénomènes juste avant un séisme, aucun de ces phénomènes n'a jamais été démontré comme étant un signe précurseur.
En 2011, une synthèse de l'ICEF (International Commission on Earthquake Forecasting for Civil Protection) conclut que le phénomène électromagnétique le « plus convaincant » en tant que précurseur sont les anomalies magnétiques ultra-basse fréquence, tel que l'événement de Corralitos observé en 1989 juste avant le séisme de Loma Prieta. Toutefois, il est admis en 2004 que cette observation était due à un dysfonctionnement du système de mesure. Le très étudié séisme de Parkfield en 2004, également en Californie, ne montre aucune anomalie magnétique,. Dans les années 2000, une série d'études scientifiques démontre qu'un séisme de magnitude inférieure à 5 ne peut pas créer d'anomalies de ce genre. L'ICED considère que la recherche d'un signe précurseur électromagnétique n'est pas concluante.

### Ionisation de l'eau souterraine
À la fin des années 1990, les travaux de Friedemann Freund en physique des cristaux l'amène à conclure que, sous l'effet d'une forte pression, l'eau contenue dans les pores d'une roche peut s'ioniser. Les ions ainsi générés pourraient créer des courants électriques dans la croûte terrestre dans certaines conditions : c'est l'effet pile électrique. Freund suggère que ces courants pourraient être la cause de signes précurseurs de séisme tels que des anomalies électromagnétiques ou des perturbations du plasma de l'ionosphère . Les études se consacrant à ce sujet sont connues en anglais sous le nom de « Freund physics »,. 
La plupart des sismologues rejettent les suppositions de Freund quant à l'observation de précurseurs, pour plusieurs raisons. Premièrement, la pression s'accumule progressivement autour d'une faille, et non rapidement, ce qui ne peut amener la génération soudaine de courants électriques. Deuxièmement, la recherche par des méthodes statistiques de signes précurseurs d'origine électrique n'a jamais été concluante. Troisièmement, l'abondance des fluides dans la croûte terrestre fait que tout courant électrique qui serait généré serait diffusé et absorbé avant d'atteindre la surface.

### Émanations de radon
La lithosphère contient différents gaz en quantités variables, qui peuvent être distingués des gaz atmosphériques par des méthodes d'analyse isotopique. Certaines études scientifiques signalent l'augmentation de la concentration en gaz d'origine lithosphérique dans l'atmosphère juste avant un séisme. Le gaz le plus couramment détecté est le radon, qui se forme par désintégration nucléaire de l'uranium contenu dans les roches de la lithosphère profonde telle que le granite. Le radon étant radioactif, il est facilement détectable. Sa demi-vie étant courte (3,8 jours), il est sujet à des fluctuations rapides. Les pics de concentration de radon dans l'atmosphère s'expliqueraient par des émanations de radon le long des failles, lesquelles sont soumises à des changements de contraintes et possiblement à une fracturation présismiques.
En 2009, une méta-analyse recense 125 signalements avérés de pic de concentration de radon, les reliant à 86 séismes enregistrés depuis 1966. L'ICEF produit une réponse critique en 2011, relevant des biais et approximations dans l'analyse. Sa conclusion est que « aucune corrélation significative » n'est mise en évidence.

### Comportement animal
Le comportement jugé anormal de certains animaux juste avant un séisme est documenté depuis plusieurs milliers d'années. Les mammifères (chiens, vaches, rats, belettes) mais aussi les serpents, insectes, oiseaux, poissons, sont concernés. Un comportement inhabituel peut être associé a posteriori et par erreur à un séisme. L'effet « flashbulb » de la mémoire humaine fait associer par notre cerveau un évènement exceptionnel et émotionnel tel qu'un séisme à des détails sans importance comme un chien qui aboie. Une synthèse scientifique de 2018, recensant près de 130 espèces animales, conclut que ce genre de comportement est réel, mais il ne peut pas être corrélé avec la survenue d'un séisme et ne peut pas faire office de prédiction fiable.
Dans les années 2010, les recherches scientifiques concernant ce sujet ont lieu principalement en Chine et au Japon. Des études se sont intéressées au séisme d'Otaki en 1984, à celui de Canterbury en 2010 et à celui de L'Aquila en 2010.
Plusieurs hypothèses ont été formulées pour expliquer ce genre de comportement mais aucune explication n'a jamais été validée scientifiquement. Immédiatement après le début d'un séisme, des ondes se propagent dans la croûte terrestre. Les ondes P sont deux fois plus rapides que les ondes S. Ces dernières provoquent le plus de dégâts alors que les premières peuvent ne même pas être remarquées par les humains. Les animaux seraient plus sensibles aux ondes P et ressentiraient donc les effets du séisme plusieurs secondes ou minutes avant les humains,. Avant un séisme majeur, de petits séismes précurseurs peuvent se produire sur une période pouvant atteindre plusieurs jours. Ces séismes, non ressentis par les humains, pourraient l'être par les animaux. Ces précurseurs peuvent également libérer des gaz emprisonnés dans des aquifères souterrains, gaz qui pourraient être repérés par certains animaux. Cependant, les études scientifiques sur ces sujets n'ont jamais mis en évidence un quelconque phénomène physique ou chimique pouvant être ressenti par les espèces d'animaux étudiées.
Certaines espèces connues pour être magnéto-réceptives pourraient ressentir les ondes électromagnétiques générées juste avant un séisme, dans les bandes basses fréquences ou ultra-basses fréquences. Ces ondes pourraient également être la cause de l'ionisation de l'atmosphère ou de l'oxydation de l'eau, des phénomènes qui pourraient là aussi être ressentis par certaines espèces.

### Méthode «chinoise»
Le centre de la Chine est une zone très active sismiquement. Le gouvernement communiste décide dans les années 1960 de former plus de 100 000 citoyens aux principes de base de la sismologie et notamment à reconnaître certains signes précurseurs : changement du niveau d'eau et dégazage dans les puits, comportements anormaux de certains animaux. Cela crée un réseau d'informateurs sur le terrain capable de remonter l'information en temps réel. L'observation de nombreux signes précurseurs permet ainsi de prédire le séisme du 4 février 1975 à Haicheng (en) (magnitude 7,3) et d'évacuer la population plusieurs heures avant l'évènement. Certains attribuent la prédiction de ce séisme à la chance et aux conditions favorables. Le dévastateur séisme de 1976 à Tangshan ne sera pas prédit et aurait fait 240 000 morts. La méthode sera abandonnée par les autorités.

## Dans la culture
- The Future I Saw (私が見た未来, Watashiga Mita Mirai?), en français Mes Visions du Futur, est un manga japonais de Ryō Tatsuki publié le 1er juillet 1999. L'ouvrage compile en ensemble de rêves prémonitoires de l'autrice concernant notamment des séismes et tsunamis qu'elle avait consigné dans son journal de rêves à partir de 1985[réf. souhaitée].